# 阔柱柳叶菜
阔柱柳叶菜（学名：Epilobium platystigmatosum）为柳叶菜科柳叶菜属下的一个种。